# 목포마리아회고등학교
목포마리아회고등학교(木浦마리아會高等學校)는 대한민국 전라남도 목포시 용당동에 있는 사립 고등학교이다.

## 학교 연혁
- 1966년 11월 19일 : Rev.Leonard Thome.S.M / 제1대 법인 이사장 취임
- 1966년 11월 19일 : 학교 법인 목포 마리아회 학원 설립인가
- 1967년 9월 8일 : 목포 마리아회중학교 9학급 인가
- 1974년 12월 27일 : 목포마리아회고등학교 18학급 설립인가
- 1975년 5월 14일 : Br.Josef Gossenreiter.S.M 제1대 교장 취임
- 1977년 2월 28일 : 목포 마리아회중학교 완전폐쇄
- 2016년 5월 1일 : 조문환 신부 제8대 교장 취임
- 2020년 1월 15일 : 박찬복 신부 제10대 법인 이사장 취임
- 2024년 1월 5일 : 제47회 졸업 144명 (졸업생 총 15,063명 배출)

## 참고 자료
- 목포마리아회고등학교 - 한국교육학술정보원 학교알리미